# Оттокар Чернін
Оттокар Чернін (нім. Ottokar Czernin, повне ім'я нім. Ottokar Theobald Otto Maria Graf Czernin von und zu Chudenitz; * 26 вересня 1872 в Димокурах, сьогодні Чехія — † 4 квітня 1932 у Відні) — австрійський політичний діяч, граф; у 1916—1918 міністр закордонних справ Австро-Угорщини.

## Життєпис

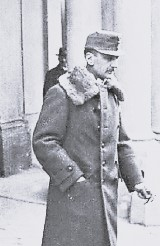
Оттокар Чернін, 1918

Належав до чеської аристократії роду Чернін. Очолював австро-угорську делегацію на мирних переговорах у Бересті і 9 лютого 1918 підписав Берестейський мир з Україною, включно з таємним договором у справі коронного краю Галичини і Буковини. Концесії Україні у справі Холмщини і Галичини викликали протест поляків у Австрії і захитали позицію Черніна як міністра закордонних справ; у квітні 1918 він подав у відставку. Підписав мир з Україною лише з уваги на харчову кризу Австрії; йому належить термін для Берестейського миру Brotfrieden (Хлібний мир).
Після розпаду Австро-Угорщини Чернін був депутатом національної ради Австрійської республіки від демократичної партії в 1920.

## Нагороди
- Орден Золотого Руна (Австро-Угорщина);
- Великий хрест королівського угорського ордену Св. Стефана (Австро-Угорщина);
- Військовий хрест «За громадянські заслуги» (Австро-Угорщина);

## Почесні звання
2 травня 1918 року йому було присвоєно звання «Почесний громадянин Відня».